# Watercacao
De watercacao (Pachira aquatica) is een tot 20 m hoge boom met een gladde, grijsbruine bast en meestal een kleine kroon. De stam wordt tot 60 cm dik. Soms heeft de boom plankwortels. In droge tijden is de boom bladverliezend. De bladstelen zijn tot 25 cm lang. De bladeren zijn afwisselend geplaatst, handvormig gedeeld in vijf tot acht kortgesteelde, elliptische, tot 30 cm lange deelblaadjes.
De plant bloeit het hele jaar. De bloemen openen zich vroeg in de morgen. De bloemen zijn alleenstaand of staan met twee of drie bijeen. Ze zijn 20–35 cm breed. De kroonbladeren zijn 15–30 cm lang en tot 2 cm breed, roomwit tot groen- of bruingeel met soms een rood uiteinde. De kroonbladeren omgeven meer dan 200 draadvormige, tot 24 cm lange meeldraden waarvan de onderste helft wit of geel en de bovenste helft rood is.
De vruchten zijn doosvruchten. Ze zijn bol- tot eivormig, 20–40 cm lang, tot 10 cm breed en tot 3 kg zwaar. Over het oppervlak van de vruchten lopen vijf overlangse groeven, waarlangs de doosvrucht zich bij rijpheid opent. Na opening komt het vaste, witte vruchtvlees tevoorschijn. Hierin zitten langwerpige, tot 6 cm lange, bruine zaden ingebed.
De watercacao komt van nature voor van Mexico tot Peru en Brazilië. Hij groeit vooral in regelmatig overstroomde terreinen. In Suriname bijvoorbeeld langs de Surinamerivier bij Overbridge.  De zaden blijven drijven. Ze ontkiemen zodra ze aan land spoelen. De plant wordt tegenwoordig ook op de Caraïben, in Florida en West-Afrika als sierplant aangeplant.
De zaden, “sabanoten” kunnen worden geroosterd of worden gekookt in zoutwater en als kastanjes worden gegeten. De jonge bladeren kunnen gekookt als groente worden gegeten. In Guatemala worden de schors en onrijpe vruchten gebruikt bij de behandeling van leverklachten. Choco-Indianen gebruiken de zaden voor het vervaardigen van een verdovingsmiddel. De tanninehoudende schors levert een gele kleurstof die voor het verven van zeilen en visnetten wordt gebruikt.
In Europa en Oost-Azië wordt de watercacao als kamerplant verkocht. Als kamerplant komt de plant niet in bloei en heeft hij veel water nodig. In Taiwan en de Chinese provincie Guangdong staat de boom bekend onder de naam welvaartverrijkende boom ("發財樹") en wordt daarom beschouwd als een plant die de fengshui positief verandert.